# Jeffersonville (Ohio)

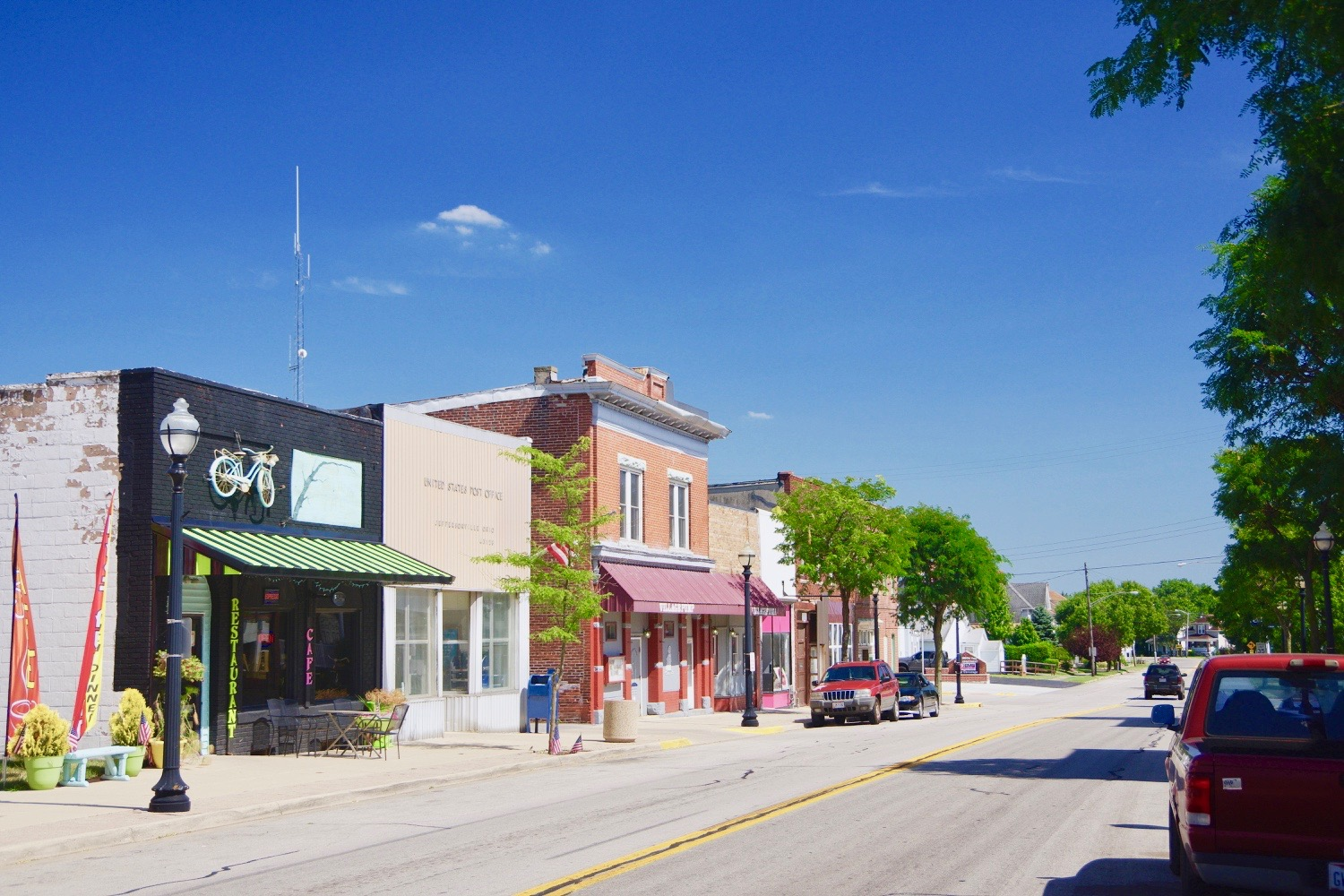
Główna ulica

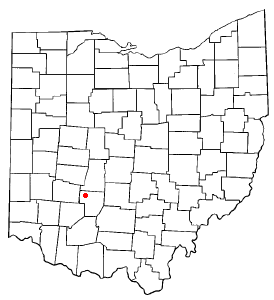
Jeffersonville na planie stanu Ohio

Jeffersonville – wieś w USA, w stanie Ohio, w hrabstwie Fayette.
Według danych z 2000 roku wieś miała 1288 mieszkańców.